# Piramida w Zagórzanach

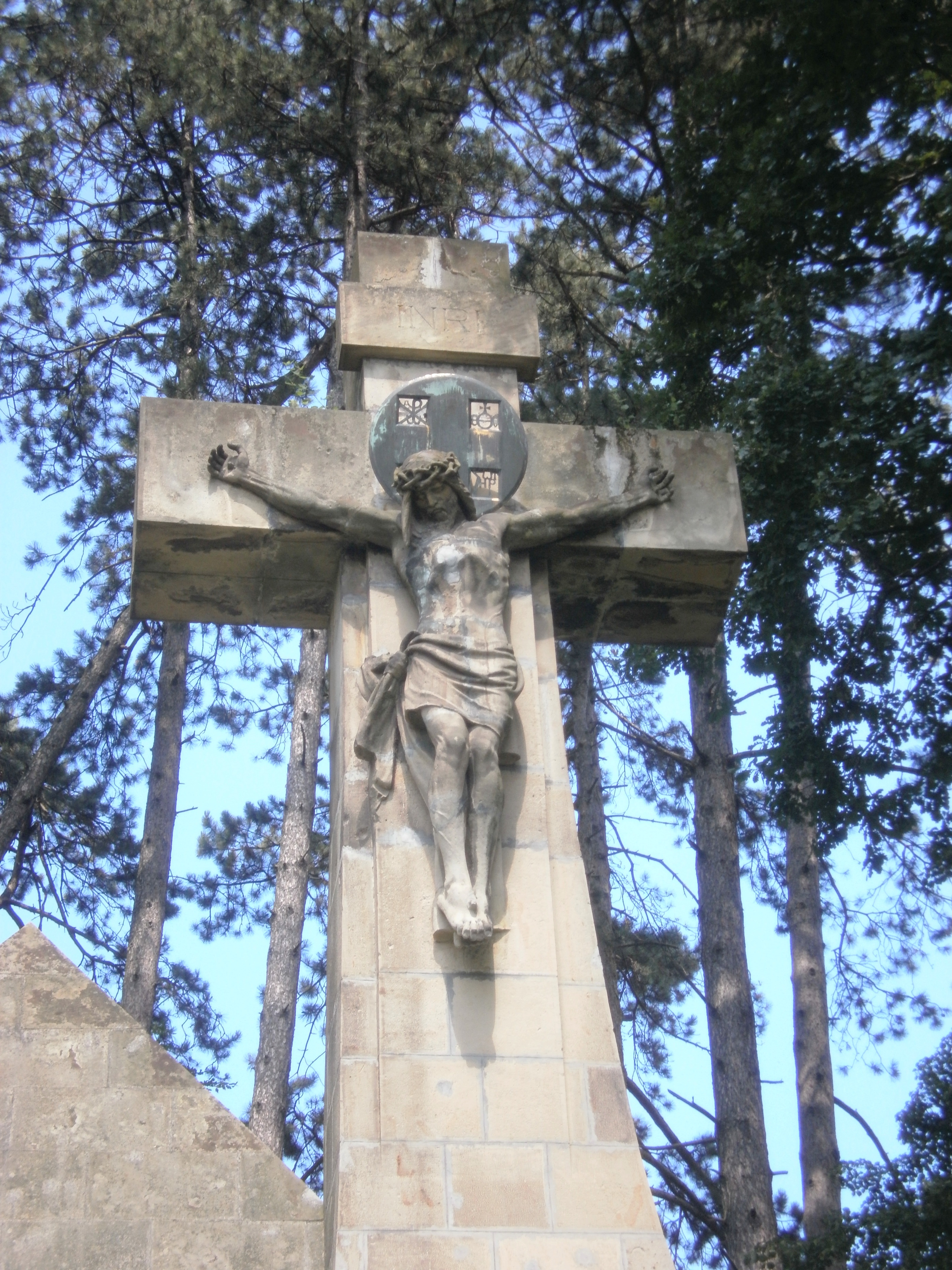
Krucyfiks

Piramida w Zagórzanach – grobowiec piramidalny o wysokości 10 metrów, z którego wyrasta duży krzyż z ukrzyżowanym Chrystusem. Grobowiec znajduje się w miejscowości Zagórzany (województwo małopolskie).

## Historia
Grobowiec powstał dla rodziny hrabiów Skrzyńskich, jako pomniejszona kopia egipskiej piramidy Cheopsa. Projektantem tego mauzoleum był polski architekt i malarz Teodor Marian Talowski.
Aleksandra Skrzyńskiego, który zmarł w wyniku obrażeń poniesionych podczas wypadku samochodowego, pochowano 1 października 1931 roku w kaplicy przylegającej do kościoła w Kobylance. Dopiero 25 września 1932 roku z Kobylanki przeniesiono prochy Aleksandra i Adama Skrzyńskich do Zagórzan. Z Krakowa przywieziono prochy matki Aleksandra Oktawii Skrzyńskiej. 
Z nielicznych informacji, które można znaleźć na ten temat, wspomina się, że krzyż umieszczony na grobowcu został dobudowany po II wojnie światowej. Przeczy temu zdjęcie znajdujące się w NAC z 1932 roku, przedstawiające piramidę już z krzyżem, a wykonane podczas uroczystości przeniesienia zwłok Aleksandra Skrzyńskiego z Kobylanki do piramidy w Zagórzanach. 

## Pochowani w grobowcu
- Adam Skrzyński (1 stycznia 1853 – 26 lipca 1905) – przedsiębiorca i potentat naftowy[5]
- Oktawia Skrzyńska (22 marca 1862 – 23 marca 1931) – żona Adama Skrzyńskiego[5]
- Aleksander Józef Skrzyński (19 marca 1882 – 25 września 1931) – syn Adama Skrzyńskiego[7]
- Adam Sobański (4 listopada 1875 – 18 kwietnia 1936)[8]
- Maria ze Skrzyńskich Sobańska (25 października 1887 – 25 kwietnia 1948) – żona Adama Sobańskiego i córka Adama Skrzyńskiego[8]
- Aleksander Maria Sobański (10 grudnia 1924 – 2 kwietnia 1994) – syn Marii i Adama Sobańskich, wnuk Adama i Oktawii Skrzyńskich[9]